# Brazos Valles

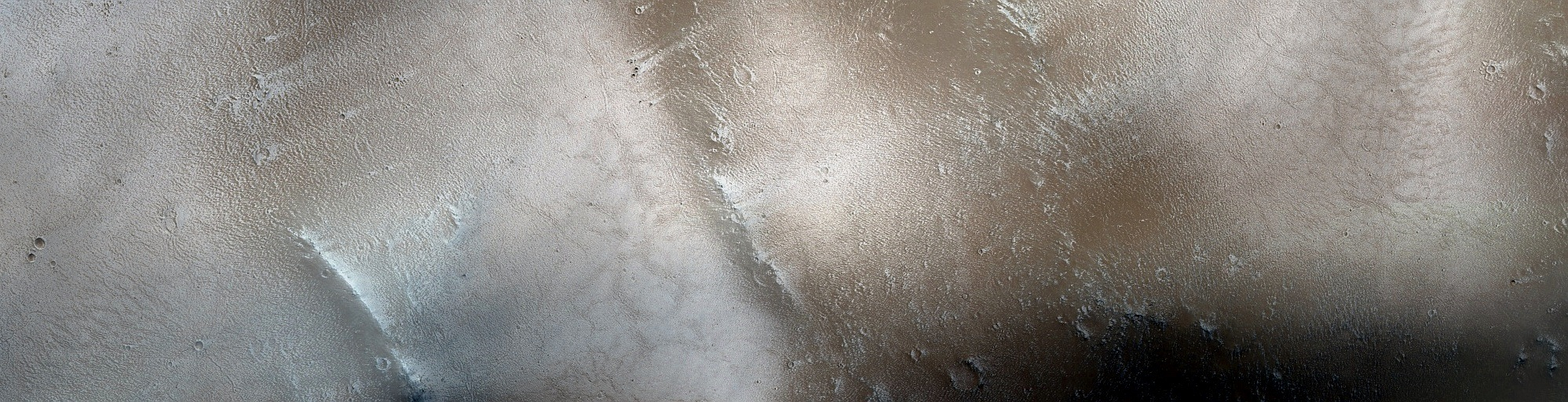
Mars - Brazos Valles - Mariagat Włodek Głażewski NASA/JPL/University of Arizona

Brazos Valles est un système de vallées de la planète Mars couvrant 458 km sur le rebord méridional du cratère Schiaparelli et centré par 6,23° S et 18,9° E, dans le quadrangle de Sinus Sabaeus.